# Ostrea conchaphila
Ostrea conchaphila es una especie de ostra, un molusco bivalvo marino que vive en la costa del Pacífico de México al sur de Baja California . Hasta hace poco había cierta confusión en cuanto a si esta especie de ostras más meridionales podrían de hecho ser la misma especie que Ostrea lurida , el conocido pero más al norte " Olympia ostra " , que se asemeja en tamaño de la carcasa y el color. Debido a esta confusión , el nombre O. conchaphila se aplica a veces a varias poblaciones de lo que ahora se sabe que es O. lurida .
Evidencias moleculares recientes apoyan la idea de que esta especie es una especie distinta , más al sur.